# Obliqua
Una forma de lletra obliqua (o inclinada) és una forma de lletra que s'inclina lleugerament cap a la dreta, utilitzat en la mateixa manera que la lletra cursiva. A diferència de la lletra cursiva, però, no utilitza una forma de glifs diferent, sinó que utilitza la mateixa forma de glifs que la rodona, distorsionada però. Els tipus en obliqua s'associen generalment amb els tipus de pal sec, especialment amb "lletres geomètriques", com a contraposició a les "lletres humanistes", el disseny de les quals tendeix a lligar millor amb la història. Obliqua i cursiva es confonen sovint.
Un exemple de text amb lletra normal (rodona) i en cursiva:
El mateix exemple, amb lletra obliqua:
L'inici d'aquesta confusió, possiblement, va aparèixer quan Adrian Frutiger va anomenar les versions esbiaixades de les seves fonts Univers i Frutiger com cursiva. Arran d'aquest punt de vista, les fonts de pal sec sovint no tenen veritables versions en cursiva. El Gill Sans i Goudy Sans són dues excepcions ben conegudes. Les fonts de pal sec dins de la Col·lecció de fonts ClearType introduït a Windows Vista tenen certes versions en cursiva, igual que el de més edat Trebuchet MS.
La veritable lletra obliqua té formes de lletres que s'han inclinat, però mantenint les proporcions de  comptador i la qualitat de gruixos i prims del traç. De vegades són generats automàticament pels sistemes de pantalla com un estil "cursiva", havent-se sol·licitat, quan el corresponent tipus de lletra no existeix.